# Europese School Mol
De Europese School in Mol is de derde Europese school en werd in 1960 opengesteld voor kinderen van ambtenaren van EURATOM, nu Joint Research Centre, Eurochemic en het S.C.K. (Studiecentrum voor Kernenergie). Sinds die tijd kregen echter ook kinderen van andere gezinnen uit Europa of van overzee, toegang tot de school. Een groot aantal leerlingen wordt dagelijks met bussen uit de wijde omgeving naar de Europese School vervoerd.

## Jean Monnet
De woorden waarmee Jean Monnet de geest van de Europese Scholen beschrijft, zijn geschreven op perkament en zijn ingemetseld bij de eerstesteenlegging van elke school:
Grootgebracht in contact met anderen en van jongs af aan vrij van vooroordelen, verrijkt met de schoonheid en de waarden van andere culturen, zullen deze jongeren zich bewust worden tijdens het opgroeien van hun onderlinge solidariteit. Terwijl ze met liefde en trots naar hun eigen land blijven kijken, zullen zij in de geest Europeanen worden. Ze zijn goed voorbereid om het werk van hun ouders af te maken en te consolideren zodat zij een verenigd en bloeiend Europa tot stand brengen.

## Kleuter- en lagere school
De kleuterschool neemt kinderen aan tussen de 3 en de 6 jaar en is in drie taalgroepen ingedeeld: een Nederlandstalige, een Engelstalige en een Franstalige groep.
De basisschool telt vijf studiejaren (kinderen van 6 tot 11 jaar) en heeft vier taalsecties: Nederlands, Frans, Duits en Engels.

## Middelbare school en baccalaureaat
De secundaire school telt zeven studiejaren (kinderen van 11 tot 18 jaar) en heeft dezelfde taalsecties als de basisschool.
Het onderwijs op deze school is gericht op het Europese Baccalaureaat. Dit eindexamen vindt plaats aan het einde van het 7de studiejaar. Het diploma wordt door alle universiteiten van de EU en door vele universiteiten overzee erkend. De studie in deze school is niet gericht op een staatsexamen in de nationale sector, maar het leerprogramma is wel zo opgesteld dat elke leerling op gelijk welk tijdstip en in gelijk welk stadium, zonder moeilijkheden, kan terugkeren naar het nationaal onderwijs van zijn of haar land.